# Qu (Dazhou)
Qu (en chino, 渠; pinyin, Qú (escuchar)ⓘ) es un condado  bajo la administración directa de la Prefectura Dazhou en la Provincia de Sichuan, República Popular China.  Su área es de 2018 km² y su población total para 2010 superó el 1,15 millones de habitantes.

## Administración
Desde junio de 2023, el  Condado Qu se divide en 37 pueblos que se administran en 3 subdistritos, 28 poblados y 6 villas.

## Toponimia
El topónimo Qu [/Chy/] apareció en el año 1376 durante dinastía Ming.  Según el Diccionario de los orígenes de los nombres de lugares chinos (中国地名由来词典); hay un río llamado Qu (渠江) en el norte de la capital del condado, de ahí el nombre.